# 漁業協同組合
漁業協同組合（ぎょぎょうきょうどうくみあい）は、日本において漁業者（漁民）によって組織された協同組合である。
略称は漁協（ぎょきょう）、またはJF（ジェイエフ、Japan Fisheries cooperative の略）。北海道では慣習的に漁組（ぎょくみ）と呼ぶことが多い。

## 概要
今日の日本における漁業協同組合は、水産業協同組合法（水協法）に基づき設立される。水協法は、「漁民および水産加工業者の協同組織の発達を促進し、もつてその経済的社会的地位の向上と水産業の生産力の増進とを図り、国民経済の発展を期すること」（同法1条）を目的に制定され、漁協等の組合を設立する目的は「組合は、その行う事業によつてその組合員又は会員のために直接の奉仕をすること」（同法４条）と定められている。
漁協の事業は、主に操業指導を行う指導事業、漁民の生産物を販売する販売事業、漁民が操業に必要な燃料や漁具・養殖えさ、生活に必要な食品などを供給する購買事業、銀行業としての信用事業（JFマリンバンク）、保険業の共済事業（JF共済）、漁場の利用調整など多岐にわたる。なお信用事業を行う漁協は小切手法によって銀行と同視されている。また、組合員に出資をさせない組合は信用事業・共済事業を行うことができない。
漁協の組合員は資格により正組合員と准組合員に大別される。正組合員は、①組合の地区内に住所を有し、かつ90〜120日の間で定款に定める日数を超えて漁業を営みまたは従事する漁民、②漁業生産組合、③中小規模の漁業法人と定められ、一人一票の平等の議決権と役員の選挙権を持つ。一方、准組合員は①正組合員以外の漁民、②正組合員と同世帯の者、③組合地区内の水産加工業者・遊漁船業者等で、漁協に係る議決権及び選挙権を有さない。設立には正組合員になろうとする発起人20人以上が必要で、また正組合員が20人未満になったとき漁協は解散することが水協法にて定められている。

## 組織
全国に設置される個別の漁協（単位漁協）には、一定の地域内の漁民で構成される地区漁協が多いが、底引網漁業や養殖業など特定の漁業種類を営む者で組織された業種別漁協（例・うなぎ漁協）がある。また事業ごとに全国組織および都道府県組織が設置されており、下記に示す漁協関係組織全体を「漁協系統組織」と呼ぶ。
単位漁協
- 沿海地区漁協（861漁協）
- 内水面地区漁協（637漁協）
- 業種別漁協（84漁協[1]）

指導事業・経済事業
単位漁協(JF)の指導、監査、広報活動、販売、購買
- 全国漁業協同組合連合会（JF全漁連）
  - 都道府県漁業協同組合連合会（JF漁連） - 全国に30組織
  - 府県漁業協同組合（県域JF） - 宮城県、秋田県、山形県、石川県、京都府、鳥取県、島根県、山口県、愛媛県、高知県、大分県

※農協系統でいうJA全中・JA全農（全国）、JA中央会・JA経済連（都道府県）に相当。
信用事業
信用事業（JFマリンバンク）
- 農林中央金庫 （農林中金）- 農協貯金、漁協貯金の中央金庫（運用機関）
  - 都道府県信用漁業協同組合連合会（JF信漁連） - 北海道、福島県、京都府、広島県、徳島県、愛媛県
  - 広域信用漁業協同組合連合会（JF広域信漁連） - 東日本（12都県）、なぎさ（2県）、西日本（3県）、九州（6県）
  - 県域漁協 - 宮城県、山形県、島根県、山口県、大分県
  - 単位漁協 - 熊本県

※農協系統でいうJA信連に相当。
共済事業
- 全国共済水産業協同組合連合会（JF共水連）

※農協系統でいうJA共済連に相当。
上記にある漁業協同組合連合会は、水産業協同組合法に基づき、漁協を会員として設立された連合会である。漁連は単位漁協を全国または都道府県段階において統括する組織として置かれる場合が多いが、こうした統括組織は、単位漁協が出資して設立された協同組合組織（農林中央金庫を除く）であるため、一般的な株式会社の親会社・子会社とは関係が異なり、資本関係から言えば単位漁協が上部組織となる。

## 出資企業
漁協や漁連が出資して企業を設立し、事業の拡大を図る場合がある。そうした企業は、水産物の加工や販売、水産商品や漁業資材の輸出入といった事業を展開している場合が多い。このほか、漁協関連施設の設計や管理、漁業用の燃料を販売する企業も見られる。
漁協・漁連が出資する企業の例
- （株）中央漁業公社 - 全漁連
- （株）ぎょれん北光 - 北海道漁連
- （株）宮城県水産会館 - 宮城県漁協
- （有）宇部車海老養殖場 - 山口県漁協
- （有）加太鮮魚 - 加太漁協（和歌山県）

## 歴史
日本では伝統的に網元と網子（漁民）の関係があったが、明治期に漁業を国家へ編入させるため「漁業組合準則」が1886年に制定され、漁業従事者に組合設立を義務付けた。それに伴い全国各地で「漁業組合」が発足し、漁業権を管理する実際的な役割を果たしてきた。1910年には既存の漁業法が全面改正され、漁業組合は経済活動を行うことを認められ、今日の販売・加工事業や購買事業に相当する事業が行われるようになった。
世界恐慌下の1933年なると、漁業法が改正されて漁業組合に出資制度が取り入れられるとともに、「漁業協同組合」に組織変更した漁業組合による事業活動の自由が大幅に認められた。さらに1938年には漁業協同組合に信用事業の実施を認める法改正が行われた。このように漁業組合の協同組合化が奨励されたが、これにより漁業協同組合が互助団体として漁村を支える役目を担うようになった。
太平洋戦争が勃発すると、1943年3月公布の「水産団体法」で各地の組合は「漁業会」となり、道府県の「水産業会」に、全国的には「中央水産業会」に統合されて、全国の漁業界は国家統制下に置かれた。
1945年に日本が敗戦すると、漁業会などの水産統制団体は全面的な改廃が迫られた。そうした中、戦後の民主化政策のもと、1948年には水産業協同組合法が公布されて、その規定により現在の漁業協同組合が設立されることとなった。
当初は沿海地区漁協だけでも全国に3000以上設置されたが、組合員の減少や漁業環境の悪化のなか、経営基盤や事業を安定・強化するため、今日まで漁協の統廃合が促進されてきた。そのため2023年現在では沿海漁協の数が861（全漁連調べ）にまで減少した。しかしその多くが経済事業では赤字に陥っているため、さらなる合併や効率的運営が求められている。
内水面地区漁協については漁業で生計を立てている組合員は少なく、採捕（主に釣り）者が主である。事業は資源の増殖や漁場管理を行う指導事業が主である組合が多く、補償金や遊漁料が主な収入である。内水面漁協は組合員が1990年代から減少傾向にある。

## 漁協の合併状況
前述の通り、現在の漁協は、1948年に水産業協同組合法が成立したのが始まりである。
当初、沿海地区漁協の数は3507にのぼり、それだけ零細にして事業基盤が弱かった。1951年の農林漁業組合再建整備法は経営の健全化に働かず、1960年に成立した漁業協同組合整備促進法が法制度名を変えながら今日まで漁協の統廃合を推進してきた。2012年3月時点で漁協の数は1000になった。漁協合併促進法では、2008年3月末までに数を250に収めることを政策目標としたが、全く届かなかった。
一方、農協は戦後1万組合以上設立されたが、統廃合の結果723組合に落ち着いている。農協は一般に職能組合というよりも地域組合として発展し、生活に即した事業や農業外事業への融資を展開して、非農民である准組合員の事業利用を拡大してきた。そのため農協では信用事業と共済事業が事業の中心となっている。また合併を経た農協は、1組合の平均組合員数が1万人を超え、経済合理性を追求するのに有利である。
他方、漁協は水協法に定められた事業内容が農協とさほど変わらないが、事業の主体は近年取扱金額が減少している販売事業や購買事務にあり、1組合の平均組合員数は230人で、さらに組合員は減少を続けているため、経済合理性を追求するのに不利な情勢である。それでも統廃合を伴う合併に漁協が消極的なのは、漁協が漁場管理を担っているからである。
漁場管理とは、地元の漁業を総合的に管理する行為である。高度経済成長期の後に開発された養殖業を除いて、漁法は江戸時代に開発された。その共同管理を権利として受け継いだのが組合管理漁業権である。これは、形こそ行政庁から漁協が免許されるものだが、漁業権の行使規則は漁民の合意により作成される。漁業行使権の配分には漁協の職員すら立ち入らない。また、漁民の個別事情が考慮される。このように、漁場管理はボトムアップで行われる。漁民が好き勝手に操業すると漁場はすぐ荒れる。だからこそ関連制度も事業実態も漁民に協調性を要求する。この仕組みを維持しようとする考え方は、統廃合や漁業自由化とは結びつきにくい性質を持っていた。
しかし2011年、漁業自由化を旗印に宮城県知事の村井嘉浩らが切り崩しを行っている。
また2018年の漁業法改正により、これまで地元漁協・漁業者に優先して与えられてきた漁業権が、たとえ地元の漁業者でなくとも「地域の水産業の発展に最も寄与すると認められる者」であれば漁業権を取得できるように規制緩和がなされた。これにより、漁業権に対する漁協の優位性は弱まった。